# La Vaupalière
La Vaupalière is een gemeente in het Franse departement Seine-Maritime (regio Normandië) en telt 1026 inwoners (1999). De plaats maakt deel uit van het arrondissement Rouen.

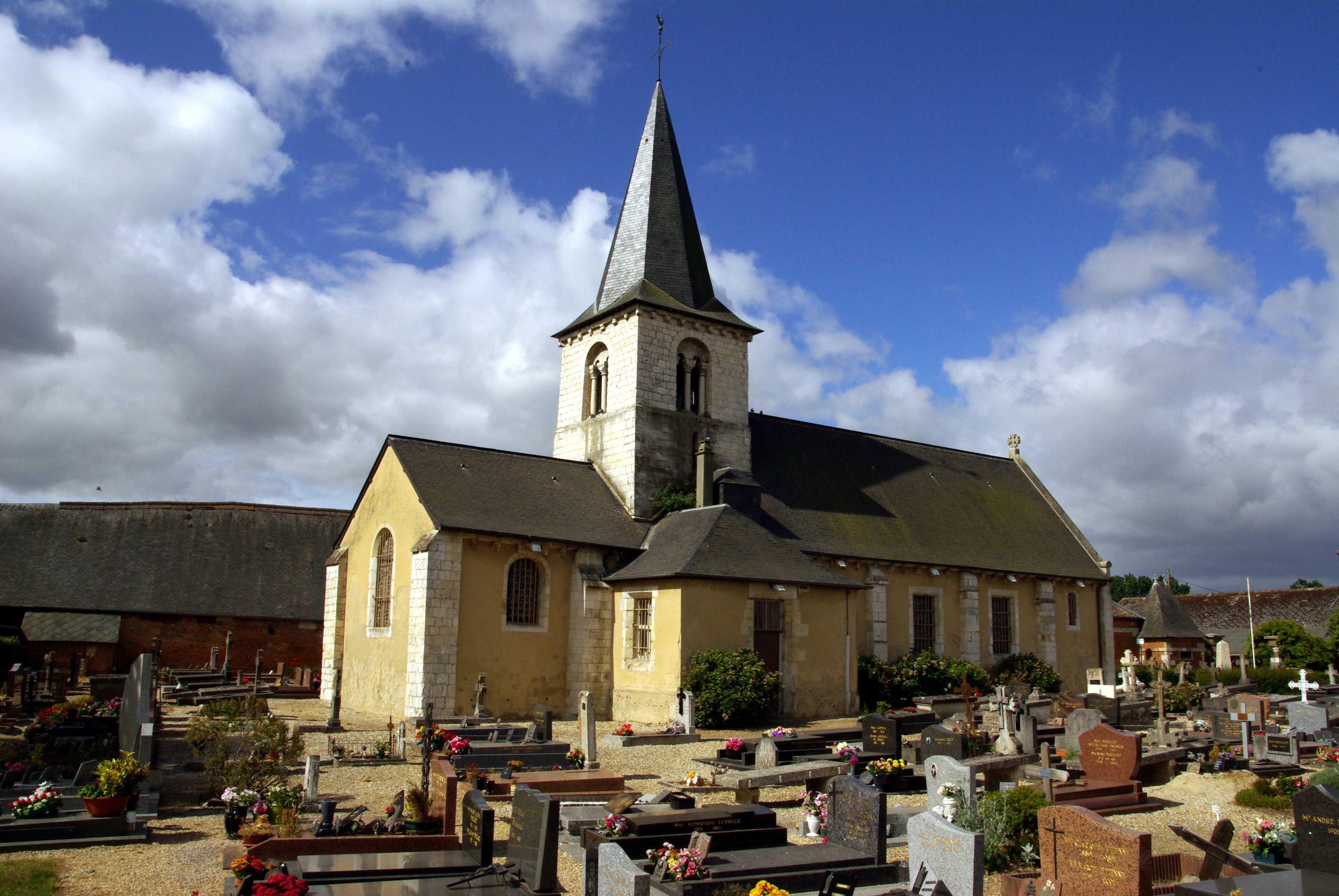
Kerk van La Vaupalière
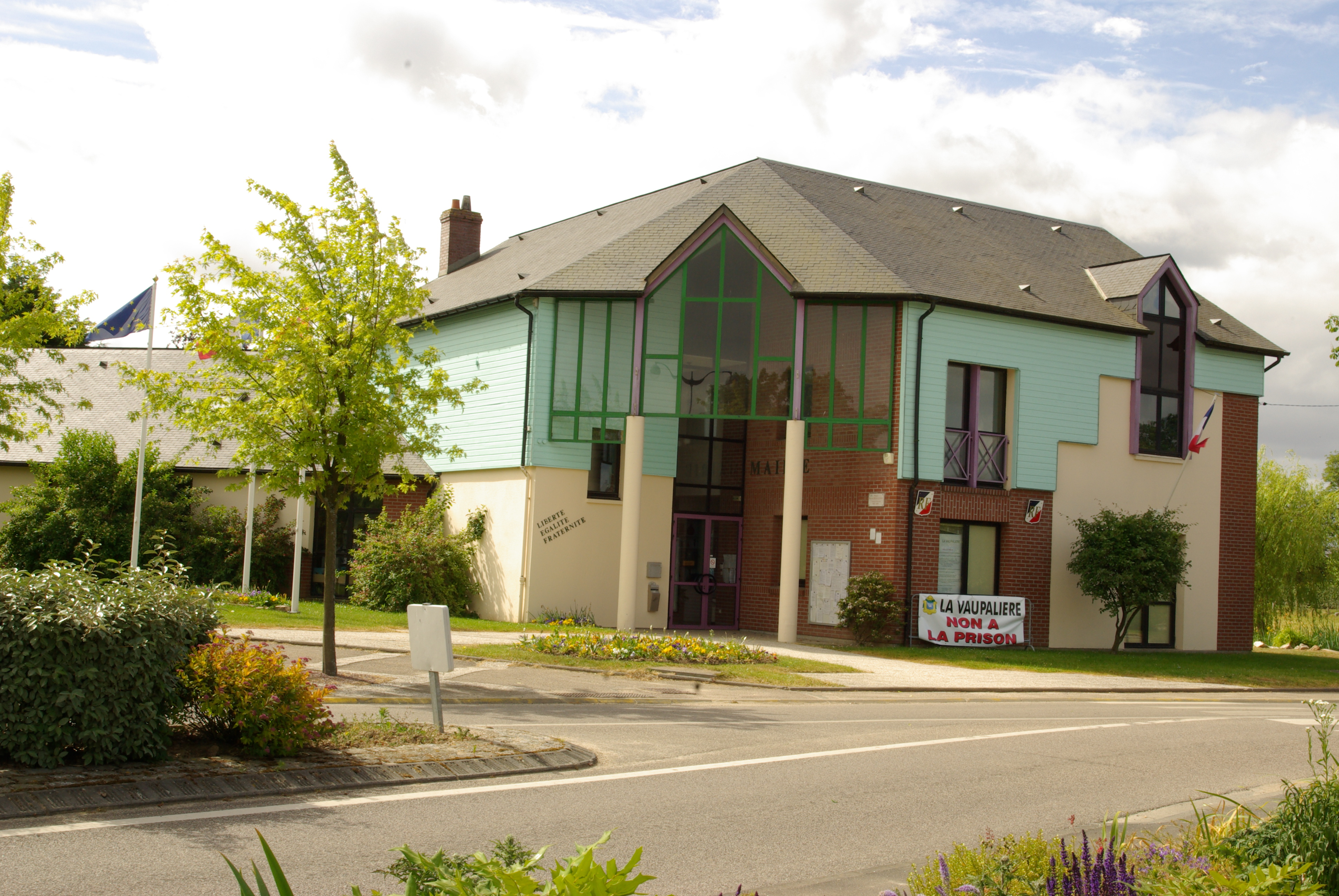
Gemeentehuis

## Geografie
De oppervlakte van La Vaupalière bedraagt 8,0 km², de bevolkingsdichtheid is 128,3 inwoners per km².
De onderstaande kaart toont de ligging van La Vaupalière met de belangrijkste infrastructuur en aangrenzende gemeenten.

## Demografie
Onderstaande figuur toont het verloop van het inwonertal (bron: INSEE-tellingen).